# Horváth György (mérnök)
Horváth György (Kecskemét, 1815. október 1. – Kecskemét, 1874. január 15.) mérnök, műfordító és országgyűlési képviselő.

## Élete
Középiskoláit szülővárosában járta; felsőbb kiképeztetését Budapesten nyerte. A mérnöki oklevelet megszerezve, magánmérnök lett és 1848. június 14-én Kecskemét város mérnökévé választották. Egy hónap múlva az állami mérnöki osztályban nyert alkalmazást Pesten. A szabadságharc után hazament szülővárosába és ott folytatta magánvállalatait. A város megbízásából mérte föl Borbás, Szentkirály és Alpár pusztákat; ő végezte az első csatornázási munkálatokat, ő tervezte és hozta létre a díszes Katona-sétányt és részt vett a város szabályozási munkálataiban. Buzgó intézője volt a város társadalmi mozgalmainak: az egyház, iskola, dalárda, népkör, tűzoltó-egylet sat. pártolót, illetve elnököt vagy választmányi tagot bírt benne. Az egyháznak tanácsosa, az iskolaszéknek és a törvényhatósági bizottságnak 1861-ben és 1867-től tagja volt. 1868. február 23-án a kecskeméti Demokrata Kör alakuló ülésén megválasztották elnöknek. Áprilisban azonban a demokrata köröket betiltották, azok országos szervezőit pedig elfogták. A Demokrata Kör módosított alapszabályával alakították meg a Népkört, ennek szintén első elnökének választották meg. (1873-ban ebből alakult ki az 1848-as kör.) A város első kerülete 1873. szeptember 30-án Horváth Györgyöt megválasztotta országgyűlési képviselőnek 48-as szélsőbal programmal. A következő év januárjában hunyt el.

## Munkái
- Don Quicotte, a hires manchai lovag Flórián után ford. Kecskemét, 1850-53. Két rész, 9 kőnyomatú képpel.
- Neslei Torony. Dráma öt felv. Dumas után ford. Kecskemét, 1851. (Ujabb Szinműtár I.)

Szerkesztette az 1873. január 5-én megindult Kecskemét című hetilapot azon év november 9-ig.
Kéziratban maradt Dumas Howard Katalin című színművének fordítása.